# Andreas Dahl (Botaniker)
Andreas Dahl, auch Anders Dahl (* 17. März 1751 in Varnhem, Skaraborg, Västergötland, Schweden; † 25. Mai 1789 in Åbo, heute Turku, Finnland) war ein schwedischer Botaniker und Mediziner. Sein offizielles botanisches Autorenkürzel lautet „Dahl“.

## Leben

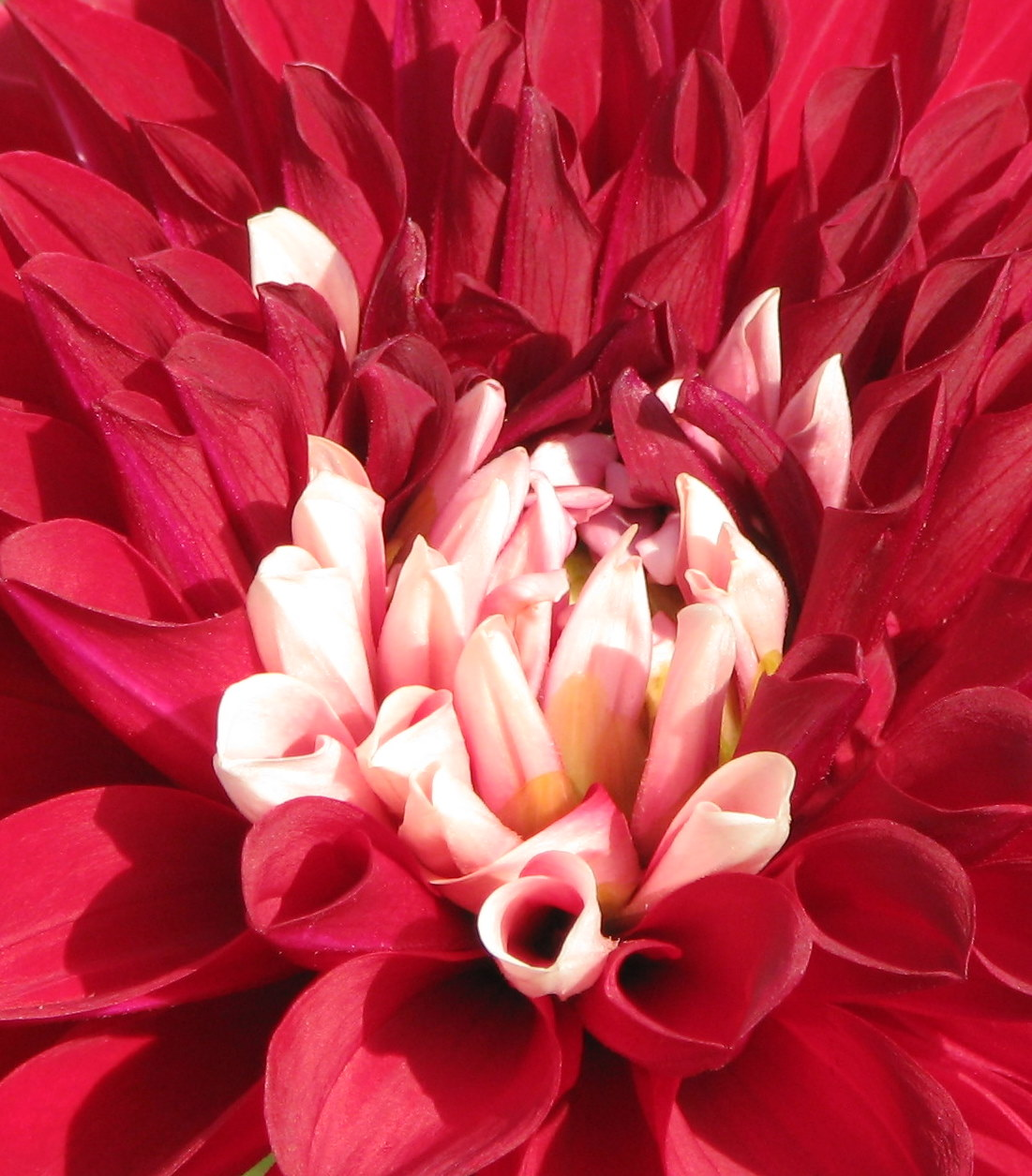
Die Dahlie – benannt nach Andreas Dahl

Andreas Dahl wuchs als Sohn eines Pfarrers auf. Er war auf den Namen Andreas (Andrus?) getauft, nannte sich später Anders. Die Familie zog 1755 von Varnhem in die Gegend von Saleby, wo sein Vater eine Pfarrei bekam. Ab 1761 ging Andreas Dahl in die Schule von Skara, wo er zusammen mit Freunden seine Liebe zu den Naturwissenschaften entdeckte. 1769 gründete Dahl zusammen mit Johan Abraham, Leonard Gyllenhaal, Johan Afzelius, Daniel Naezén, Olof Knös sowie Clas Bjerkander die „Svenska Topographiska Sällskapet i Skara“ (Schwedische topographische Gesellschaft zu Skara).
In den Schriften der Gesellschaft wurden Arbeiten über das Pflanzen- und Tierleben, zu Geographie und Topographie zu Historischen Monumenten sowie zum Wirtschaftsleben von Västergötland veröffentlicht. Während der Jahre um 1770 schrieb Dahl zahlreiche Arbeiten zu verschiedenen Themen, die er meist nicht veröffentlichte.
1770 schrieb sich Andreas Dahl an der Universität Uppsala als Student ein. Einer seiner dortigen Lehrer war Carl von Linné. Nach dem Tod seines Vaters 1771 musste er sein Studium zunächst beenden, konnte dann später doch sein Medizinstudium abschließen und wurde durch die Unterstützung von Linné als Kurator im privaten Naturalienkabinett von Claes Alströmer angestellt. 1786 erhielt er an der Universität Kiel den Ehrendoktor in Medizin, wurde 1787 als Professor für Medizin und Botanik an die Akademie zu Turku (heute Universität Helsinki) berufen.
Dahl brachte auch sein Herbarium nach Turku, wo es bei einem Brand 1827 großteils vernichtet wurde. Teile seines Herbariums sind im Herbarium Sahlberg im Botanischen Museum der Universität Helsinki sowie im Herbarium Giseke im Royal Botanical Garden in Edinburgh erhalten.
Der Botaniker Carl Peter Thunberg, ein Freund Dahls, benannte eine Art aus der Familie der Zaubernussgewächse (Hamamelidaceae) nach ihm Dahlia crinita, publizierte dies jedoch nicht vor dem Jahr 1792. Nach den Nomenklaturregeln gilt nunmehr der Name Dahlia für eine Pflanze, die der Spanier Antonio José Cavanilles, der Direktor des Botanischen Gartens in Madrid bereits 1791 für eine Art der Korbblütler (Dahlia pinnata) vergeben hatte. Diese Pflanze wurde 1784 von Mexiko nach Europa eingeführt. Der gültige Name für „Thunbergs Dahlie“ heißt jetzt Trichocladus crinitus (Thunb.) Pers..
Mit Adam Afzelius, mit dem Dahl bereits seit seiner Schulzeit befreundet war, arbeitete er an dessen Neuauflage von Linnés Flora Svecica zusammen. Vor allem trug er Daten über Pflanzenarten und deren Fundorte an der schwedischen Westküste bei. Auch bearbeitete er einige Artbeschreibungen und deren systematische Stellung im Linnéschen System.

## Schriften
- Observationes botanicae circa systema vegetabilium divi a Linne Gottingae 1784 editum, quibus accedit justae in manes Linneanos pietatis specimen. 1787
- Horologium Florae. In: Ny Journal uti Hushållningen. 1790